# Aleksandra Lipska
Aleksandra Lipska, född 25 februari 1998 i Parczew, är en polsk volleybollspelare (spiker) som spelar för italienska CBF Balducci HR Macerata.

## Karriär

### Klubblag
Lipska spelade som ung i SMS PZPS Szczyrk och TPS AZS UMCS Lublin. Inför säsongen 2017/2018 gick Lipska till MKS Dąbrowa Górnicza, vilket blev hennes första seniorklubb. Hon spelade för klubben i Liga Siatkówki Kobiet (högsta divisionen) under säsongen 2017/2018 och följande säsong i I liga (andra divisionen) då MKS Dąbrowa Górnicza blev nedflyttande under säsongen 2017/2018.
Inför säsongen 2019/2020 flyttade Lipska till Wisła Warszawa. I januari 2020 blev hennes kontrakt brutet då hon inte gick med på att sänka lönen. Följande månad blev Lipska klar för spel i italienska Serie A2-klubben CBF Balducci HR Macerata. I mars 2021 vann hon cupen Coppa Italia di Serie A2 med klubben.
Inför säsongen 2020/2021 gick Lipska till Grupa Azoty Chemik Police. Inför säsongen 2022/2023 återvände hon till italienska CBF Balducci HR Macerata.

### Landslag
2015 var en del av Polens landslag som slutade på 8:e plats vid ungdoms-EM. Vid junior-VM 2017 var hon en del av Polens lag som slutade på 6:e plats.

## Klubbar
Ungdomsklubbar
- SMS PZPS Szczyrk (2014–2017)
- TPS AZS UMCS Lublin (2014–2017)

Seniorklubbar
- MKS Dąbrowa Górnicza (2017–2019)
- Wisła Warszawa (2019–2020)
- CBF Balducci HR Macerata (2020–2021)
- Grupa Azoty Chemik Police (2021–2022)
- CBF Balducci HR Macerata (2022–)

## Meriter
Grupa Azoty Chemik Police
- Polska mästerskapet:  Guld 2022